# Marie Champmeslé
Marie Champmeslé (född Desmares), född omkring 1642 och död 15 maj 1698, var en fransk skådespelare.
Champmeslé var från 1670 anställd vid teatern i Hôtel de Bourgogne, där hon under sin älskare Jean Racines personliga instruktion firade triumfer som den första framställaren av en hel rad av hans tragiska hjältinnor. I slutet av 1670-talet övergick hon till Théâtre Guénégaud och tillhörde från dess inrättande 1680 den franska nationalscenen. I Champmeslés salong möttes hela det vittra Paris.